# Тереза 37
Тереза 37 (оригинално Tereza37) је хрватски филм из 2020. године у режији Данила Шербеџије. Један је у таласу неколико филмова са феминистичким ликом који је изашао последњих година, поред филмова Матер и Маре, јер ставља женски лик и причу ван традиционално постављених оквира.
Филм је добитник награде Златна арена на филмском фестивалу у Пули и награде публике на филмском фестивалу у Загребу. 2022. године је предложен за номинацију за награду Оскар у категорији најбољег филма ван енглеског говорног подручја.

## Опис филма
37-годишња Тереза (Лана Барић) је већ десет година удата за Марка, поморца који је често одсутан на дугим путовањима. Марко је стереотипно незаинтересован за своју жену, поготово ако му она не рађа потомство. На почетку филма, Тереза се буди у брачном кревету у непријатном тренутку - иза ње је крвави траг на белом прекривачу. Током гинеколошког прегледа откривено је да је по четврти пут имала спонтани побачај. У проблемима нема подршку породице, јер је родитељи стално притискају и за пример дају сестру која већ има троје деце. Њен неосетљиви доктор јој у полушали даје идеју да следећи пут покуша са другим мушкарцем. Овај упад доводи Терезу у питање свој монотон живот и брак. Са Марковим првим следећим одласком, Тереза се препушта сексуалном експериментисању и једнократним сусретима са случајним мушкарцима, вођена својим менструалним календаром. Тереза се постепено претвара у себичну и арогантну особу, а њени поступци ће изазвати низ последица које ће променити њен живот.

## Глумци
- Лана Барић као Тереза
- Леон Лучев као Марко
- Ивана Рошчић као Рената
- Горан Богдан као Аљоша
- Драган Мићановић као Никола

## Фестивали и награде
- Филмски фестивал у Пули 2020. (Златна арена за најбољи филм)
- Филмски фестивал у Загребу 2020. (нагрда публике)
- Фест 2021. Београд (најбољи сценарио и најбоља женска улога)[5]
- Филмски фестивал у Лесковцу 2021.[5]